# Наука про життя
«Наука про життя» (англ. The Science of Life) — одна з дев'яти книг написаних біологом Джуліаном Хакслі за редакцією Герберта Веллса. Опублікована 1930 році.
Книга описує всі основні аспекти біології, які були відомі в 1920-х роках.
| книги | Це незавершена стаття про книгу. Ви можете допомогти проєкту, виправивши або дописавши її. |